# Болоњски пас
Болоњски пас (ита: Bolognese) припада деветој групи, односно групи паса за пратњу и разоноду. Део је породице бишона, која поред њих укључује коврџаве бишоне, малтезере, хаванезере, лоучене и котон де тулеаре. Без обзира на физичку сличност са својим рођаком, коврџавим бишоном, разлике у темпераментима су им велике. Познат је и под називима болоњезер, болоњски бишон, ботоли, ботоло и боло.
Болоњски пси су древна раса, племенитог порекла чији корени су везани за италијанску аристократију. Само име пса изведено је од назива града у северној Италији одакле је потекао, односно Болоње. Како је у време ренесансе постојао обичај међу аристократијом да поклањају штенце другом племству ова раса се раширила по Европи и постала изузетно популарна у Шпанији и Белгији. Данас нису распрострањени као некада и сматрају се ретком расом.

## Историјат
Болоњски пас је настао у периоду између римског доба и 12. века. Тачно време настанка болоњезера се не зна, јер су узгајани пре него што су се бележиле информације о расама паса. Припадају породици бишона, која је настала укрштањем пудли и барбеа (барбета). У току ренесансног периода били су изузетно популарни међу племством, а како је тада италијанска аристократија била позната по поклањању штенаца није било потребно пуно времена да популарност стекну и у остатку Европе.
Ову расу на уметничким делима забележили су сликари Франциско Гоја, Тицијан Вечели и Антоан Вато. Временом је су постали толико ретки да су средином 20. века скоро изумрли, међутим, неколико европских одгајивача је промовисало болоњезере и они су поново актуелизовани током 1990-их и раних 2000-их.
Много историјских и популарних личности су имали управо болоњезере за љубимце, а међу њима су и Мадам Помпадур, Катарина Велика, Марија Терезија и Мерлин Монро.

## Опис

### Изглед
Болоњезери су изгледом најсличнији својим блиским рођацима, коврџавим бишонима. Припадају патуљастим расама паса, а карактерише их таласаста длака чисто беле боје. Стандардна висина за мужјака болоњског пса је од 27 до 30 cm, а за женке од 25 до 28 cm. Насупрот висини тежина за већину болоњских паса, без обзира на пол варира између 2,5 и 4 кг. Реп им је средње дужине и коврџав. Глава им је потпуно обрасла дугом длаком, на којој се јасно истичу тамне очи и њушка. Уши су им по правилу спуштене.
Обзиром да немају поддлаку, па се самим тим мање лињају погодни су за људе који су склони алергијама. Длака болоњског пса захтева свакодневно чешљање, а у случају да власник жели да је одржава кратком, шишање на свака два месеца. Поред одржавања крзна, неопходно је и редовно чишћење очију, ушију и зуба како би се избегле инфекције.

### Темперамент
Болоњски пси су веома интелигентни, па је самим тим њихова дресура лака. Брзо уче, али задаци које понављају превише пута знају брзо да им досаде, па се препоручују комбиноване вежбе. Изузетно су дружељубиви, али уколико се не социјализују на време могу да буду резервисани са странцима. Обука је неопходна како стидљивост не би прерасла у агресију. Добро се слажу са осталим псима, али и осталим кућним љубимцима. Обзиром да су јако наклоњени људима, погодни су за породице са децом, као и старије људе.
Мање су енергични и мање лају од својих рођака, коврџавих бишона. Иако су генерално тихи, изузетно су заштитнички настројени и упозориће своје власнике у случају опасности. Не захтевају превише шетње, уколико имају активност у кући. У већини случајева им је довољно између 30 и 45 минута шетње дневно.
По природи су весели и разиграни. Не мењају понашање ни када остаре. Болоњезери старији од 10 година су подједнако разиграни и спремни да уче нове ствари. Остварују јаке емотивне везе са својим власницима и јако се тешко одвајају од њих. Посвећени су и везани за целу породицу, подједнако као и за власника.
Уколико остају на дуже периоде сами, развијају анксиозност и неретко лају и наносе штету како би привукли пажњу. У појединим случајевима могу да развију синдром малог пса, најчешће као грешку власника у опхођењу према псу. Уколико их власници не третирају као што би и велике псе и попуштају им превише, могу да развију агресивност и посесивност. Синдром малог пса се може избећи правовременом дресуром.
Њихова величина и темперамент чине их идеалним псима за живот у кући (стану) и није им неопходно двориште. Како не подносе одвајање од власника, нису погодни за људе који ће бити одсутни више сати у току дана. Уз дресуру могу да се навикну на раздвајање до четири сата. Веома лако се прилагођавају.

## Здравље
Болоњезери су изузетно здрава раса. Обзиром да су древна пасмина и да нису гајени у комерцијалне сврхе, избегнута је већина генетских болести. Проблеми који се јављају попут алергија и инфекција уха, неретки су и за остале расе паса. Животни век им је између 12 и 15 година уз адекватну негу и исхрану прилагођену тренутном узрасту. У леглу просечно имају три штенета, али забележени су и случајеви када је оштењено 6, 7 штенаца.